# Stavysche (huyện)
Huyện Stavysche (tiếng Ukraina: Ставищенський район, chuyển tự: Stavysches’kyi raion) là một huyện của tỉnh Kiev thuộc Ukraina. Huyện Stavysche có diện tích 674 km², dân số theo điều tra dân số ngày 5 tháng 12 năm 2001 là 28327 người với mật độ 42 người/km2. Trung tâm huyện nằm ở Stavysche.